# A Crow Looked at Me
A Crow Looked At Me è l'ottavo album in studio di Mount Eerie, un progetto solista del musicista americano Phil Elverum, pubblicato il 24 marzo 2017, su etichetta Elverum, P.W. Elverum & Sun. È un concept album sulla morte della moglie di Elverum, la fumettista e musicista canadese Geneviève Castrée. L'album è stato scritto e prodotto interamente da Elverum, che lo ha registrato, utilizzando principalmente gli strumenti di Castrée, nella stanza in cui è morta. A partire dal precedente lavoro di Elverum, A Crow Looked At Me presenta una produzione minima e una scarsa strumentazione con testi che raccontano la malattia e la morte di Castrée e il suo conseguente dolore.
Prima dell'uscita dell'album, Elverum aveva pubblicato due singoli, Real Death il 18 gennaio 2017 e "Ravens" il 15 febbraio 2017. A Crow Looked At Me è stato un successo critico immediato e diffuso, apparendo in numerosi elenchi di fine anno. Negli anni successivi alla sua uscita, l'album è apparso in diverse liste di fine decennio. Alcuni critici hanno scoperto che, a causa della natura personale dell'album, la revisione è stata difficile e irrispettosa.
Pitchfork lo ha inserito alla posizione numero 14 nella classifica "i migliori album del 2017".

## Tracce
Testi e musiche di Phil Elverum.
1. Real Death – 2:27
2. Seaweed – 3:01
3. Ravens – 6:39
4. Forest Fire – 4:15
5. Swims – 4:07
6. My Chasm – 2:22
7. When I Take Out the Garbage at Night – 2:25
8. Emptiness pt. 2 – 3:28
9. Toothbrush/Trash – 3:52
10. Soria Moria – 6:33
11. Crow – 2:21